# Rio Coco
O Rio Coco é um rio centro-americano que banha a Nicarágua e estabelece ao longo de uma grande distância a parte oriental da fronteira Honduras-Nicarágua. A sua foz fica junto do cabo Gracias a Dios, na costa dos Mosquitos.